# ديماركوس نيلسون
ديماركوس نيلسون (بالإنجليزية: DeMarcus Nelson)‏ (بالصربية: Демаркус Нелсон) مواليد 2 نوفمبر 1985 في أوكلاند، هو لاعب كرة سلة أمريكي صربي (حصل على الجنسية سنة 2014) بدأ مسيرته الاحترافية في سنة 2008 ويحمل الرقم 20. يبلغ طوله 6 قدم 4 بوصة (1.9 م).

## فرق لعب لها
- غولدن ستايت ووريورز
- شوليه باسكت

## إحصائيات المسيرة

### الموسم الاعتيادي
| السنة   | الفريق              | لعب | بدأ | دقيقة | ميداني% | ثلاثية | حرة  | ارتداد | صنع | استلاب | تصدي | نقطة |
| ------- | ------------------- | --- | --- | ----- | ------- | ------ | ---- | ------ | --- | ------ | ---- | ---- |
| 2008–09 | غولدن ستايت ووريورز | 13  | 5   | 13.2  | .444    | .000   | .357 | 1.8    | 1.0 | .7     | .2   | 4.1  |
| المسيرة |                     | 13  | 5   | 13.2  | .444    | .000   | .357 | 1.8    | 1.0 | .7     | .2   | 4.1  |

## روابط خارجية
- ديماركوس نيلسون على موقع الدوري الأوروبي لكرة السلة (الإنجليزية)
- ديماركوس نيلسون على موقع إن بي أي (الإنجليزية)
- ديماركوس نيلسون على موقع سبورتس رفرنس (الإنجليزية)
- ديماركوس نيلسون على موقع الدوري الإسباني لكرة السلة (الإسبانية)
- ديماركوس نيلسون على موقع كرة السلة الأوروبية.كوم (الإنجليزية)
- ديماركوس نيلسون على موقع DraftExpress.com (الإنجليزية)
- ديماركوس نيلسون على موقع كلية كرة السلة في سبورتس رفرنس.كوم (الإنجليزية)
- ديماركوس نيلسون على موقع ريلجم (الإنجليزية)
- ديماركوس نيلسون على موقع بروبوليرز (الإنجليزية)
- ديماركوس نيلسون على موقع سبورتس رفرنس (الإنجليزية)